# میسونت، نیوبرانزویک
میسونت، نیوبرانزویک (به انگلیسی: Maisonnette, New Brunswick) یک منطقهٔ مسکونی در کانادا است که در گلاوستر واقع شده‌است. میسونت  ۵۷۳ نفر جمعیت دارد.